# Nordenswan
Nordenswan (eller Nordensvan) är en adlig ätt (nr 2114) från Finland som förut hette Kettunen, Kettunius och Alopaeus. Ätten adlades 1772 och introducerades 1777.
Nordenswan är intagen på Finlands riddarhus och fortlever i Finland och Sverige. 
Offentlig statistik tillgänglig i juni 2022 har följande uppgifter om antalet personer med efternamn Nordenswan och Nordensvan:
- Nordenswan: 38 folkbokförda i Sverige, 106  bosatta i Finalnd
- Nordensvan: 16 folkbokförda i Sverige, 7 folkbokförda i Finland, medräknat utflyttade

Totalt blir detta 54 prsoner i Sverige och 106–113 personer i Finland.
Släkten Nordenswan äger Ahlbacka gård i Hattula, Egentliga Tavastland. 

## Personer med efternamnen
- Arthur Nordenswan (1883–1970), svensk militär och sportskytt
- Arthur Nordenswan (1843–1922), svensk militär
- Carl Lennart Nordensvan (1892–1980), finländsk militär
- Carl Otto Nordensvan (1851–1924), svensk militär och militärhistoriker
- Georg Nordensvan (1855–1932), svensk konsthistoriker, kritiker och författare
- Gösta Nordenswan  (1886–1959), finländsk elektroingenjör och industriman
- Johan Nordensvan (1731–1811), svensk ämbetsman
- Otto Nordensvan (1811–1892), svensk militär
- Sonja Nordenswan (född 1958), finländsk (åländsk) författare
- Viktorine Nordenswan (1838–1872), finländsk konstnär